# HTL Anichstraße
Die HTBLuVA Innsbruck Anichstraße (Höhere Technische Bundeslehr- und Versuchsanstalt Innsbruck) ist eine der größten berufsbildenden höheren Schulen Westösterreichs. Die Schule wurde im Schuljahr 2020/21 von ca. 1.500 Schülern besucht und beschäftigt etwa 200 Lehrer. Schulleiter ist Helmut Stecher.

## Geschichte
1877 gründeten der Architekt Johann Deininger, der Bildhauer Heinrich Fuss und der Maler Anton Roux in der Volksschule Dreiheiligen eine Zeichen- und Modellierschule. In den Jahren 1881/82 wurde in der Anichstraße 26 ein neues Schulgebäude gebaut. Am 10. Mai 1881 wurde der Grundstein gelegt, fertiggestellt wurde sie im Sommer 1882. Ab dem Schuljahr 1882/23 wurde eine Werksmeisterschule für Bau- und Kunstgewerbe (Fachschule für Holzindustrie, Fachschule für Maler), eine Gewerbliche Fortbildungsschule (Abendschule), Zeichenkurse für Frauen und ein offener Zeichensaal für Meister und Gesellen angeboten. Am 27. März 1882 wurde die Fachschule für Tischler in Hall der höheren Lehranstalt als Filialbetrieb angeschlossen. Am 1. Jänner 1884 erfolgte die Erhebung zur k.u.k. Staatsgewerbeschule. Der Erweiterungsbau Anichstraße 28, mit Werkstättentrakt im Hof, wurde im Herbst 1910 fertiggestellt. Die Fachschule für mechanisch-technische Fächer wurde 1906 gegründet, sie bietet unter anderem Meisterkurse für Schlosser. Im Jahre 1924 wurden die ersten Meisterprüfungen in der Fachschule für Maschinenschlosser abgelegt und die erste Matura für Elektrotechnik abgenommen.
Im Dezember 1944 wurden Dach und Stiegenhaus durch zwei Luftangriffe zerstört. Im Schuljahr 1964/65 wurde eine Abendschule für Berufstätige eingerichtet. Die Schule wurde im Jahr 1973/74 geteilt. Es verblieben am Standort Anichstraße die Höhere Abteilung für Elektrotechnik, Nachrichtentechnik und Maschinenbau. Ab 1985/86 wurden die Altbauten erweitert bzw. renoviert. Neun Jahre später wurde die renovierte Schule offiziell eröffnet.

## Gebäude
Das erste Gebäude (Anichstr. 26) wurde 1881 nach Plänen von Natale Tommasi durch die Firma Johann Huter & Söhne errichtet. Der ursprünglich dreigeschoßige gründerzeitliche Bau wurde später um ein Vollgeschoß erhöht. Die Fassade ist einem römischen Hochrenaissancepalast nachempfunden und weist einen Mittelrisalit, ionische Kolossalpilaster, einen Rustikasockel und stark plastische Fensterrahmungen auf. Unter dem vorkragenden Kranzgesims befindet sich ein Puttenfries mit Attributen aus Kunst und Technik (Zahnrad, Buch, Glasbläser, Hammer und Meißel, Zirkel und Farbpalette). Im Inneren finden sich eine Vorhalle mit Freitreppe mit Pilastern, Rundbogengliederung und Kassettendecke über reich verziertem Gebälk sowie ein herrschaftliches Foyer mit Kassettendecke.
Der viergeschoßige Erweiterungsbau (Anichstr. 28) wurde 1909/1910 von Josef Retter nach Plänen von Eduard Klingler und Fritz Konzert errichtet. Die Fassade ist sachlich-nüchtern gestaltet, die Gliederung beschränkt sich auf durchlaufende Gesimse und Putzfelderdekor. Beide Gebäude stehen unter Denkmalschutz.
Die Schule besteht heute aus 4 Gebäuden: Anichstraße, Hofüberbau, Innrain und Stöcklgebäude.
Am 1. Dezember wurde der neue Hofüberbau fertiggestellt und von Bildungsminister Dr. Martin Polaschek eingeweiht. In diesem Neubau werden fortan die 5. Klassen untergebracht.

## Ausbildungsrichtungen
An der HTL Anichstraße werden fünf Ausbildungsrichtungen angeboten, die als höhere Abteilung geführt werden und mit der Matura abschließen. Teilweise gibt es auch die Möglichkeit im Rahmen einer Abendausbildung die Matura nachzuholen oder die Ausbildung mit Fachschulabschluss zu absolvieren. Im Falle des Abschlusses einer höheren Ausbildungsrichtung kann nach dreijähriger einschlägiger Berufspraxis um die Standesbezeichnung Ingenieur angesucht werden. Ein Fachschulabschluss kann nur in den Ausbildungsrichtungen Elektrotechnik und Elektronik erworben werden.

### Elektronik und Technische Informatik
In der Abteilung Elektronik und Technische Informatik gibt es sowohl die Höhere Abteilung (fünfjährig – mit Reife- und Diplomprüfung), als auch die Fachschule (vierjährig – Ausbildungsschwerpunkt: Computer- und Informationstechnik). Weiters kann man die Reife- und Diplomprüfung auch an der Abendschule erlangen.
Die Abteilung ist spezialisiert auf folgende 3 Punkte:
- Hardware designen
- Software entwickeln
- Netzwerke managen

Im Fach HWE (Hardwareentwicklung) lernt man die Eigenschaften der Bauteile (Widerstand, Kondensator, Transistor …) im Detail kennen und deren Anwendung. Ein großer Schwerpunkt dieser Abteilung ist auch die Digitaltechnik. Gleichstrom, als auch Wechselstromtechnik werden gelehrt. Programmiersprachen wie Python und C werden einem im Fach FSST (Fachspezifische Softwaretechnik) näher gebracht. Die Werkstätte ist ein großer Teil der Ausbildung in der die Schüler das gelernte in der Praxis anwenden können. Die Praxis umfasst folgende Bereiche: Löten, THT (Through Hole Technology), SMT (Surface Mount Technology), Mikroprozessoren-Programmierung (Arduino, Esp32 …), Elektrotechnik (Installationstechnik) und eine Mechanische Grundausbildung (Schweißen, Drehen, Fräsen, Blechbearbeitung …).
Diese Abteilung ist auch die meist gefragte, mit meist über 80 Schülern pro Jahrgang.

### Elektrotechnik – Prozessinformatik
Die Abteilung Elektrotechnik besteht seit dem Jahr 1910. Elektrotechnik - Prozessinformatik ist heute das Profil der Abteilung.
Die fünfjährige Höhere Abteilung schließt mit der Reife- und Diplomprüfung ab.
Die vierjährige Fachschule Elektrotechnik (Abschluss als Techniker) ist spezialisiert auf die Gebiete:
- Elektrische Anlagen und Antriebstechnik
- Industrielle Elektronik und Mikroprozessortechnik
- Automatisierungstechnik und Mechatronik
- Gebäudeleittechnik (BUS Systeme)

Die achtsemestrige HTL für Berufstätige (Abendschule) hat als Ausbildungsschwerpunkt Energietechnik und Informationstechnik.
Folgende Fachbereiche sind Inhalt aller Ausbildungsbereiche, jedoch unterschiedlich gewichtet:
Automatisierungstechnik, Mechatronik, Industrielle Elektronik, Mikroprozessortechnik, Netzwerktechnik, Angewandte Informatik, Antriebstechnik und Leistungselektronik sowie Gebäude-Leittechnik, Grundlagen des Maschinenbaus mit Pneumatik, Technische digitale Bildverarbeitung.

### Maschinenbau – Robotic Centre
Die Ausbildungsrichtung für Maschinenbau wird sowohl als höhere Abteilung, als auch als Abendschule geführt. Die Kenntnisse, die in den Gegenständen Mechanik, Maschinenelemente, Fertigungstechnik, Elektrotechnik und Elektronik erworben werden, bilden die Basis für weitere Spezialisierungen.
Seit 2003 gibt es die Möglichkeit, unter drei Spezialisierungen zu wählen:
- Robotic
- Verbrennungsmotoren
- Fördertechnik
- Strömungsmaschinen

Dabei besuchen die Schüler im vierten Jahr alle Gegenstände, um sich dann im letzten Jahr für einen Schwerpunkt zu entscheiden, der dann fächerübergreifend, beispielsweise bei den Konstruktionsübungen, fokussiert wird.
Knapp die Hälfte der Maschinenbauabsolventen steigen nach der Schule direkt in die Berufswelt ein, der Rest entscheidet sich für ein Studium.

### Wirtschaftsingenieure – Betriebsinformatik
Wirtschaftsingenieure mit Schwerpunkt Betriebsinformatik ist mit Biomedizin- und Gesundheitstechnik die einzige Ausbildungsrichtung der Schule, die ausschließlich als höhere Abteilung geführt wird, d. h., dass die Ausbildung fünf Jahre dauert und mit der Diplom- und Reifeprüfung abschließt. Als zweitjüngste Abteilung der HTL wurde sie 1996 gegründet.
Die Ausbildung fußt generell auf drei Säulen:
- Informatik (EDV-, Netzwerk- und Programmierkenntnisse)
- Technik (Maschinenbau, Elektrotechnik, Elektronik)
- Wirtschaft (Teile der Wirtschaftswissenschaften)

### Biomedizin und Gesundheitstechnik
Die seit dem Schuljahr 2017/18 bestehende Ausbildungsrichtung für Biomedizin- und Gesundheitstechnik wird an der Schule ausschließlich als höhere Abteilung geführt, die Ausbildung dauert also fünf Jahre und schließt mit der Diplom- und Reifeprüfung ab.
Das Motto der Abteilung lautet:
- Gesundheitssysteme designen
- Medizintechnik entwickeln
- Gesundheitsnetze managen.[10]

Die Ausbildung umfasst die Entwicklung und Planung von technischen Hardware- und Softwarelösungen für das Gesundheitssystem, z. B. von Geräten für Elektrokardiogramme, Computertomographie, Magnetresonanztomographie oder digitales Röntgen, aber auch medizinischer Systeme, wie die Elektronische Gesundheitsakte oder e-Card-Systeme, die in Krankenhäusern und bei Ärzten täglich zum Einsatz kommen.
Die Abteilung weist viele Ähnlichkeiten zur Elektronik und Technischen Informatik auf.

## Versuchsanstalt für Maschinenbau Innsbruck
Die Versuchsanstalt für Maschinenbau Innsbruck (Prüfstelle ID 94 akkreditiert vom BMWFJ) der HTL spezialisiert sich auf mechanische Werkstoffprüfung, zerstörungsfreier Werkstoffprüfung, Härteprüfung, Spannungsanalyse, Kerbschlagbiegeversuchen, Schweißnahtprüfung, metallographischen Untersuchungen, magnetinduktiver Drahtseilprüfungen, sowie Kalibrierungen von Messsystemen, Schadensanalytik, Produktkontrolle zur Produktionsüberwachung (Austria Gütezeichen), Prüfung von persönlichen Schutzausrüstungen und Möbelprüfungen.

## Leitung
- 1877–1906 Johann Wunibald Deininger
- 1906–1912 Anton Hellmessen
- 1913–1919 Anton Grubhofer
- 1919–1935 Rudolf Schober
- 1936–1938 Fritz Michael Müller
- 1938–1945 Leo Winkler
- 1946–1949 Paul Riccabona
- 1949–1967 Herman Fritz
- 1968–1979 Josef Mayr
- 1980–1986 Herbert Padinger
- 1986–1998 Hellmut Haferl
- 1998–2013 Elmar Märk[12]
- 2013–2020 Günther Laner[13]
- seit 2020 Helmut Stecher[3]